# Paul Kuroda
Pour les articles homonymes, voir Kuroda.
Paul Kazuo Kuroda (né le 1er avril 1917 dans la préfecture de Fukuoka et mort le 16 avril 2001 à Las Vegas), est un chimiste et scientifique nippo-américain spécialiste de la chimie nucléaire.
Il est connu pour avoir théorisé la possibilité de réacteurs nucléaires naturels, ce qui sera découvert plus tard à Oklo au Gabon.